# Aeroporto di Yao
L'Aeroporto di Yao Yao Airport (八尾空港?, Yao Kūkō) (ICAO: RJOY) è un aeroporto giapponese, situato a Yao, nella Prefettura di Osaka.